# Manoir de Jokioinen
Le  manoir de Jokioinen  (finnois : Jokioisten kartano) est un manoir situé le long de la rivière Loimijoki dans la municipalité de Jokioinen en Finlande.

## Présentation
Le bâtiment principal du manoir, conçu par Carl Christoffer Gjörwell et Erik Palmstedt, est l'un des premiers et des plus importants représentants du néoclassicisme en Finlande.
Ses travaux de construction débutent en 1794 et s'achèvent en 1798. Comptant 30 pièces le bâtiment principal est alors l'un des plus grands de Finlande. Le bâtiment principal était enduit de chaux blanche. Les intérieurs d'origine du manoir ont été bien conservés, en particulier au deuxième étage.
Un vaste jardin à l'anglaise entoure le manoir, et est prolonge par un parc forestier le long de la rivière Loimijoki.
Dans la forêt du parc se trouve la tombe du gouverneur von Willebrand et de sa femme. Les serres du manoir, situées en bordure du parc sur les rives de la rivière Loimijoki, ont survécu jusqu'au XXe siècle. Le parc du manoir d'une superficie de 3,4 hectares compte environ 400 arbres, dont les plus anciens, les chênes, ont plus de 200 ans.
En 2009, la Direction des musées de Finlande a classé le paysage agricole du manoir de Jokioinen et de la vallée de la Loimijoki parmi les Sites culturels construits d'intérêt national en Finlande.

## Galerie

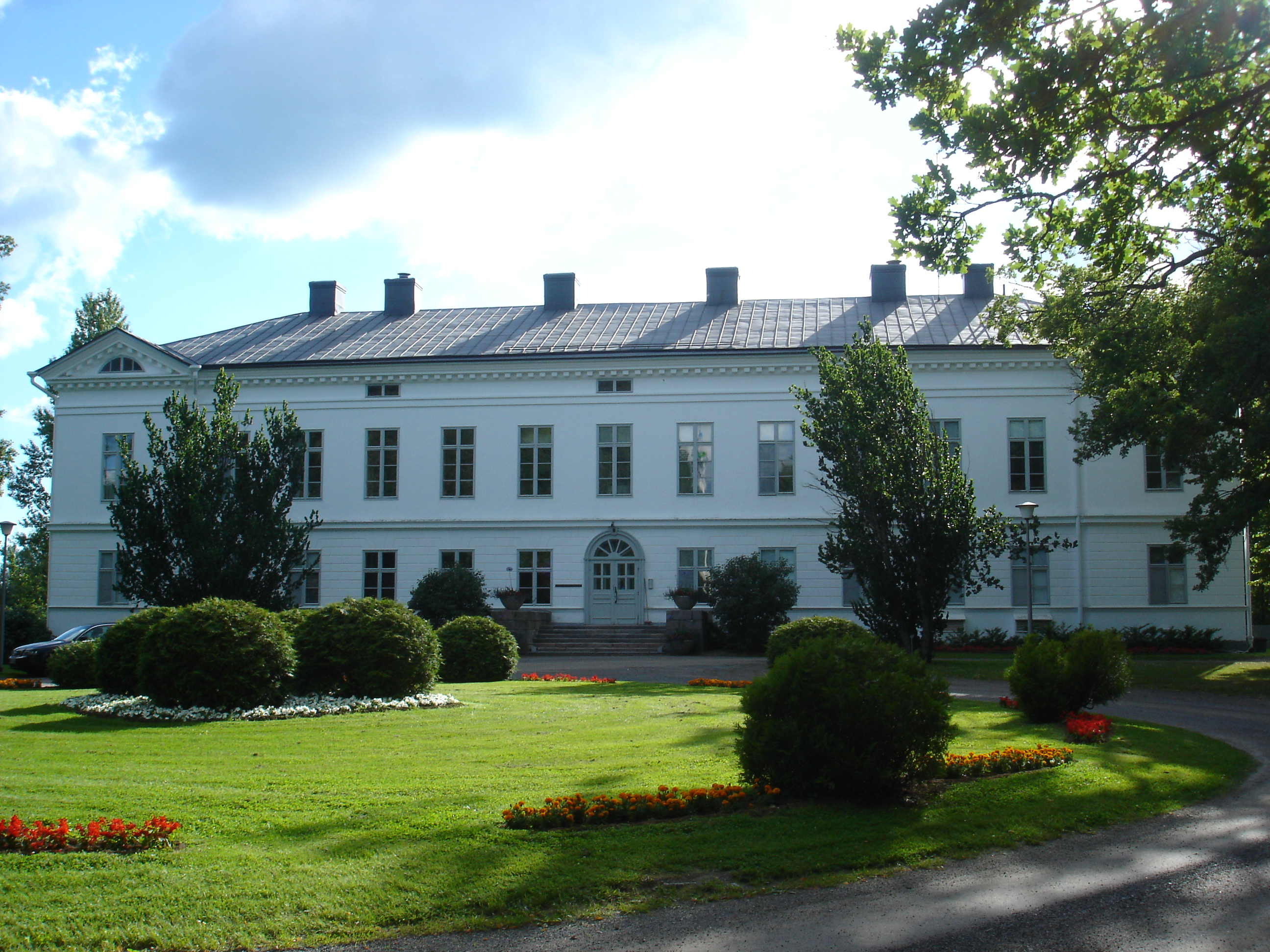
Bâtiment principal du manoir.
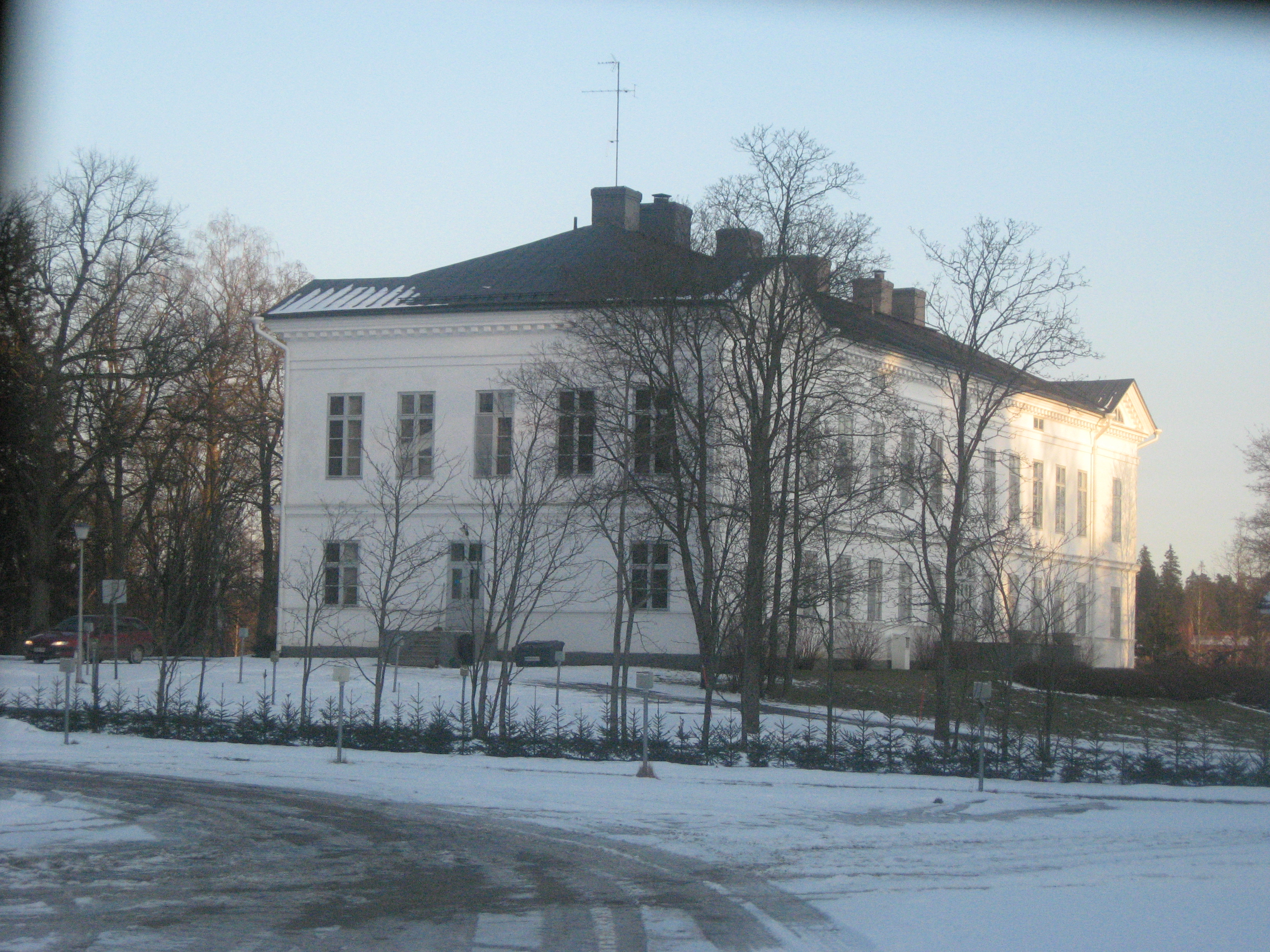
Bâtiment principal du manoir.
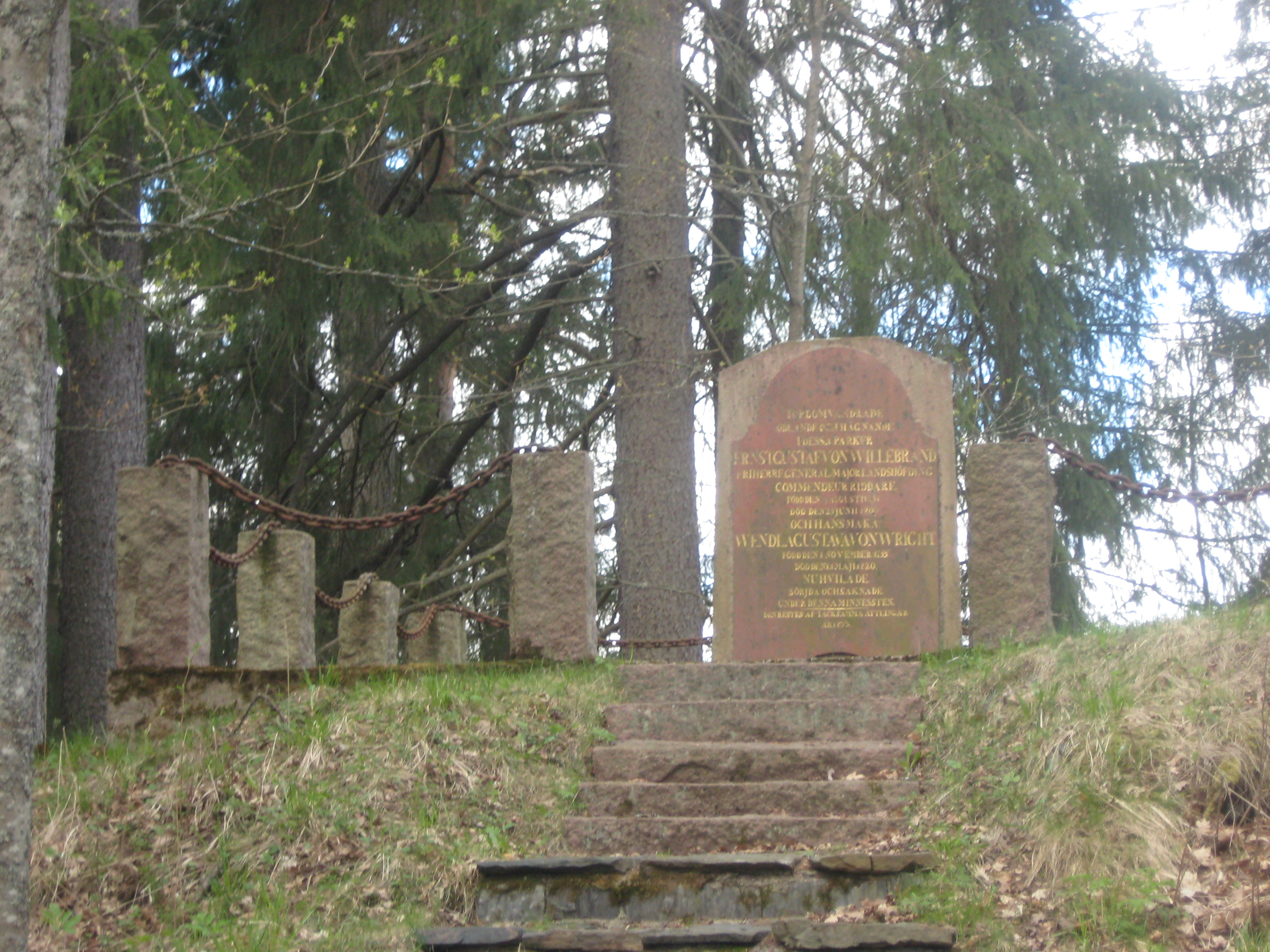
Pierre tombale des Willebrand érigée en 1833.

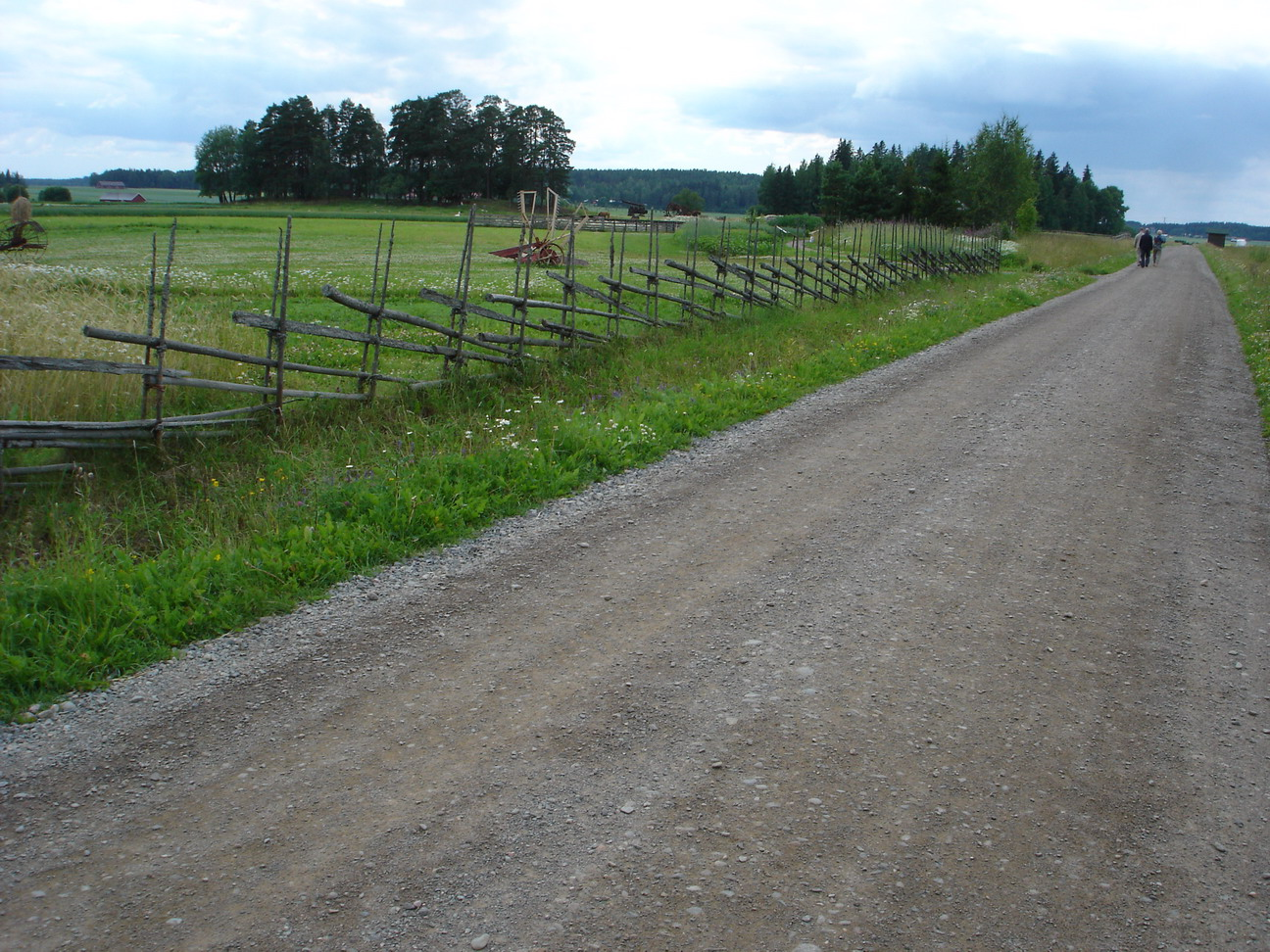
Elonkierto, le parc d'exposition agricole de Luke.
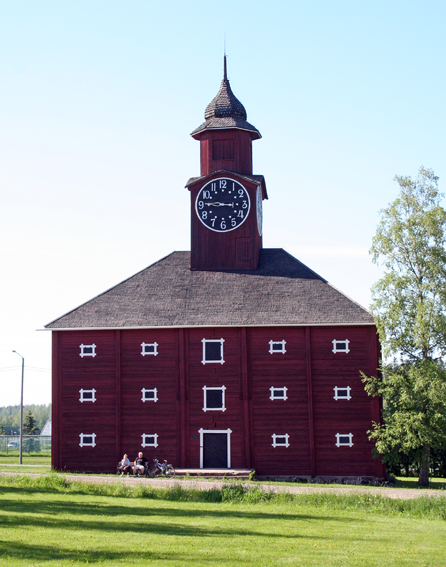
Le grenier du manoir en 2006.
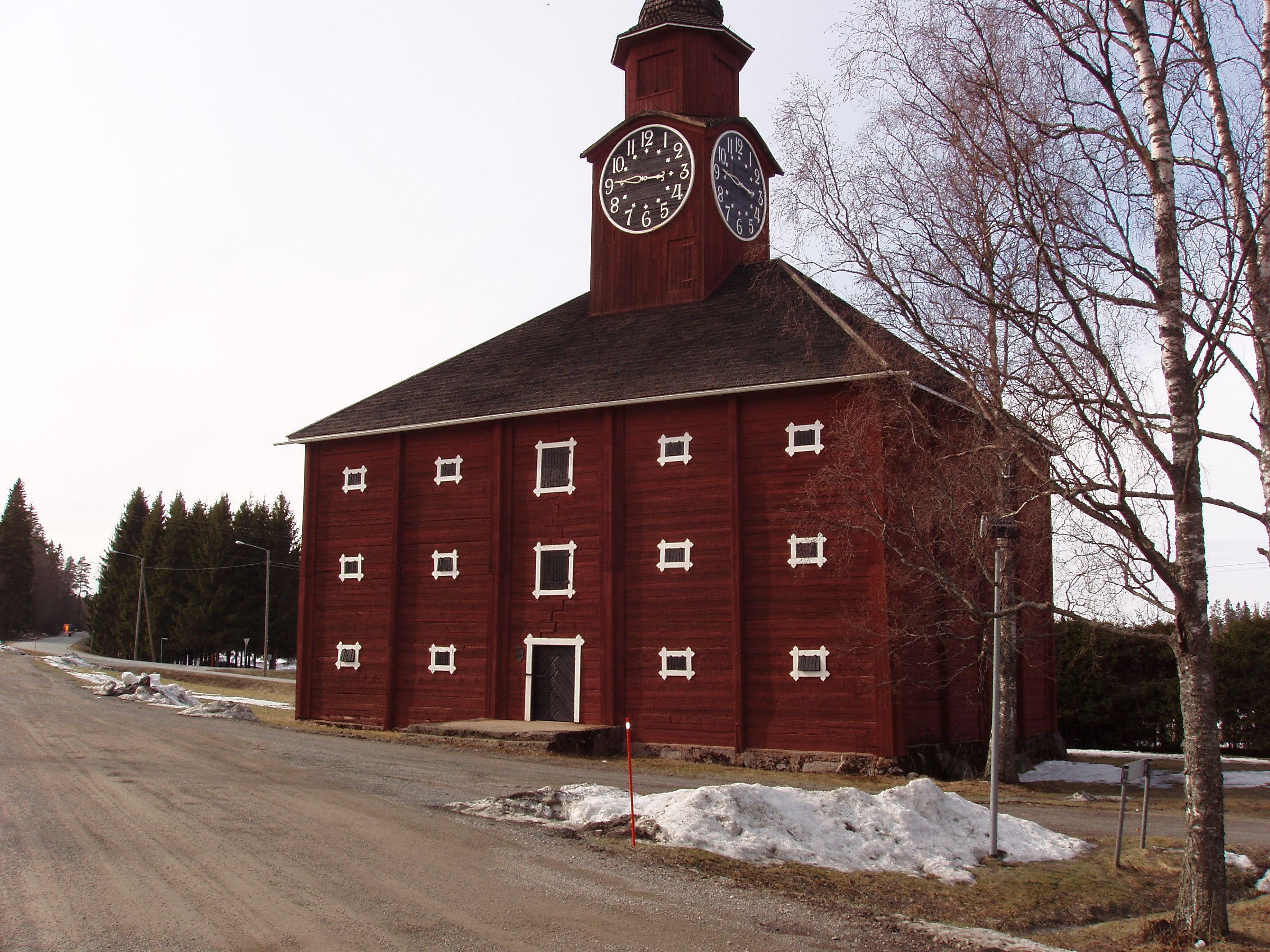